# Sprawa Sykstusa

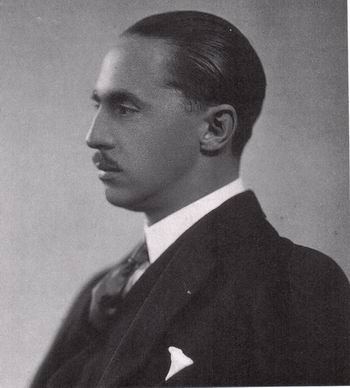
Książę Sykstus Parmeński (1930)

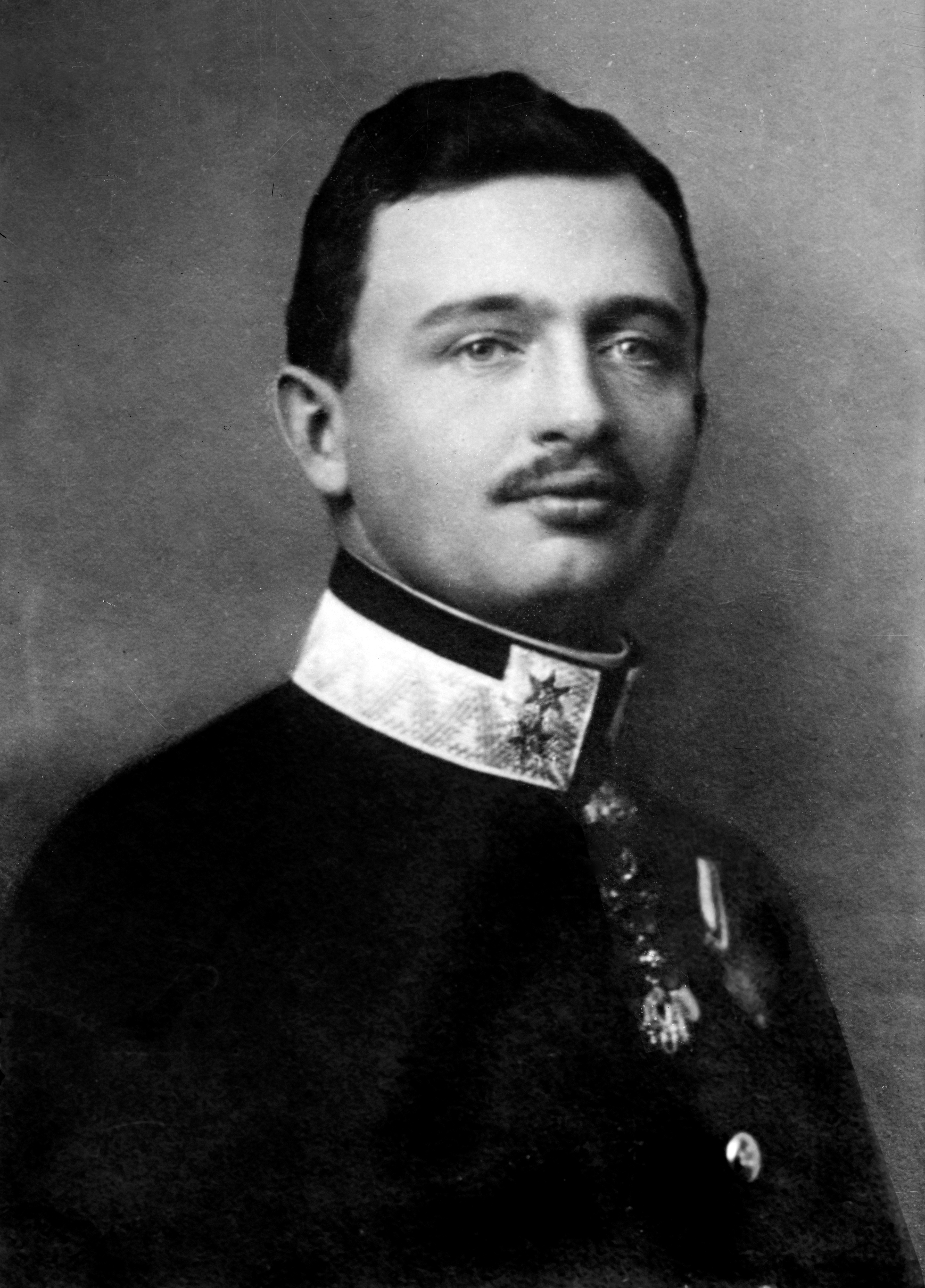
Cesarz Austrii Karol I Habsburg

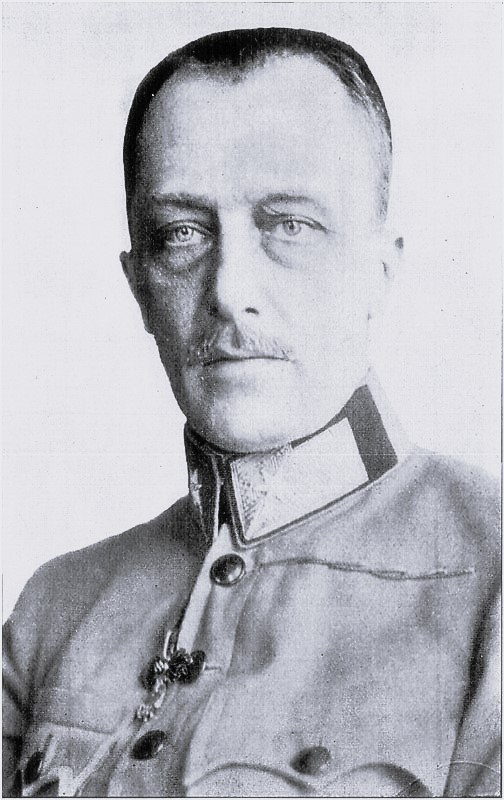
Ottokar Czernin

Sprawa Sykstusa – podjęta przez ostatniego cesarza Austrii, Karola I, nieudana próba zawarcia separatystycznego pokoju z Ententą w ostatnich miesiącach I wojny światowej. Jej nazwa pochodzi od cesarskiego szwagra, Sykstusa Parmeńskiego, który był pośrednikiem w tajnych negocjacjach.
W 1917 roku działania wojenne wydawały się utknąć w martwym punkcie, w związku z tym cesarz Karol zdecydował się podjąć negocjacje z rządem francuskim w celu ich zakończenia. Negocjacje z Francją prowadził jego szwagier, który był oficerem w armii belgijskiej, sojuszniczej wobec Francji.
Z Paryża przywiózł on cesarzowi żądanie zwrotu Francji zagarniętej przez Niemcy Alzacji, potwierdzenia niepodległości Belgii i Serbii oraz przyznania Konstantynopola Imperium Rosyjskiemu. Cesarz zgodził się na pierwsze trzy warunki.
Austriackie próby zakończenia wojny odrzucili Niemcy, w szczególności odmawiając zwrotu ziem zdobytych na Francji w 1870 roku oraz przekazania Konstantynopola Rosji, licząc na jej szybką klęskę.
3 marca 1918 podpisano traktat brzeski, w którym Rosja kapitulowała wobec państw centralnych. W odpowiedzi austriacki minister spraw zagranicznych, Ottokar Czernin, oskarżył premiera Francji o uległość wobec Niemiec. Reakcją Georges'a Clemenceau było opublikowanie korespondencji dyplomatycznej z cesarzem Karolem. Minister Czernin wyperswadował cesarzowi próbę ogłoszenia negocjacji księcia Parmeńskiego za samowolne, w obawie o pogorszenie i tak już nadwyrężonej pozycji Austrii oraz groźby jej niemieckiej okupacji. Czernin przez cały okres kryzysu pozostawał w kontakcie z niemieckim sojusznikiem, lecz po zażegnaniu afery podał się do dymisji.
Efektem kryzysu było poważne osłabienie Austrii oraz jej całkowite podporządkowanie Niemcom w ostatnich dniach wojny.